# Choi Sung-eun
Choi Sung-eun (최성은?, 崔成垠?, Choe SeongeunLR, Ch'oe SŏngŭnMR; 17 giugno 1996) è un'attrice sudcoreana.

## Biografia
Ha frequentato il dipartimento di Teatro e Cinema della Kaywon High School of Arts prima di essere ammessa alla facoltà di recitazione della Korea National University of Arts nel 2015. Nel 2018 ha firmato un contratto con SALT Entertainment. Il suo primo ruolo è stato nel film del 2019 Sidong, per cui ha vinto Miglior attrice esordiente al Chunsa Film Festival ed è stata candidata a un Buil Film Award nella stessa categoria. Nel 2021 è stata candidata come Miglior nuova attrice televisiva ai Baeksang Arts Award per la sua performance nella fiction Goemul, e successivamente ha ottenuto il suo primo ruolo da protagonista sul piccolo schermo nella serie The Sound of Magic.

## Filmografia

### Cinema
- Sidong (시동?), regia di Choi Jung-yeol (2019)
- Sipgae-wor-ui mirae (십개월의 미래?), regia di Namgung Seon (2021)
- Gentleman (젠틀맨?), regia di Kim Kyung-won (2022)
- My Name Is Loh Kiwan (로기완?), regia di Kim Hee-jin (2024)
- Him-eul nael sigan (힘을 낼 시간?), regia di Namgung Seon (2024)

### Televisione
- SF8 (에스 에프 에잇?) – serie TV, episodio 3 (2020)
- Goemul (괴물?) – serie TV (2021)
- The Sound of Magic (안나라수마나라?) – serie TV (2022)
- Gyeon-u-wa seonnyeo (견우와 선녀?) – serie TV (2025)